# Donald Barthelme
Donald Barthelme (Filadèlfia, 7 d'abril de 1931 - Houston, 23 de juliol de 1989) fou un escriptor estatunidenc conegut per l'estil original i postmodern dels seus relats. Barthelme també treballà com a reporter per al Houston Post, fou cap de redacció de la revista Location, director del Contemporary Arts Museum Houston (1961-1962), cofundador de la revista sobre literatura experimental Fiction (juntament amb Mark Mirsky i l'ajuda de Max i Marianne Frisch), i professor en diverses universitats. També fou un dels impulsors del Programa d'Escriptura Creativa de la Universitat de Houston.
Malgrat ser conegut sobretot pels seus més de cent relats, aplaudits per la crítica per llur caràcter innovador, Barthelme escrigué quatre novel·les. El seu estil sol ser comparat amb altres escriptors postmoderns com John Barth, Thomas Pynchon o William H. Gass.

## Obra

### Conte, relat
- Come Back, Dr. Caligari, 1964.[1]
- Unspeakable Practices, Unnatural Acts, 1968.
- City Life, 1970.
- Sadness, 1972.
- Amateurs, 1976.
- Great Days, 1979.
- Sixty Stories, 1981 (traduït al català per Ferran Ràfols a Extinció edicions)
- Overnight to Many Distant Cities, 1983.
- Sam's Bar, 1987.
- Forty Stories, 1987.
- Flying to America: 45 More Stories, 2007.

### Novel·la
- Snow White, 1967.
- The Dead Father, 1975 (traduït al català per Ferran Ràfols a Extinció edicions)
- Paradise, 1986.

- The King, 1990.

## Premis
- Guggenheim fellowship, 1966,
- Time magazine, 1971, per City life.
- National Book Award de literatura infantil, 1972, per The Slightly Irregular Fire Engine or the Hithering Thithering Djinn.
- Morton Dauwen Zabel Award del National Institute of Arts and Letters, 1972.
- Jesse H Jones Award del Texas Institute of Letters, 1976, perThe Dead Father.
- Nominatat per National Book Critics Circle Award, PEN/Faulkner Award for Fiction, Los Angeles Times Book Prize, tots per Sixty Stories, all in 1982.
- Rea Award for the Short Story, 1988.